# Domingo García y Vásquez

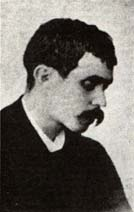
Domingo García y Vásquez

Domingo García y Vásquez (* etwa 1859 in Vigo, Spanien; † 18. Januar 1912 in Rio de Janeiro, RJ, Brasilien) war ein brasilianischer Maler spanischer Abstammung.

## Leben
García y Vásquez kam 1871, also mit 11 bis 12 Jahren nach Brasilien, wo sein Vater in Rio de Janeiro eine Firma besaß. Fünf Jahre, von 1879 bis 1884, studierte er an der Kaiserlichen Akademie der schönen Künste (AIBA) und entwickelte sich in den letzten beiden Jahren zu einem brillanten Schüler des Landschaftsmalers Johann Georg Grimm. Er verließ den traditionalistisch ausgerichteten Lehrbetrieb der Akademie mit seinem Mentor und wurde ein Teil der später für ihre Studien der Freilichtmalerei in Niterói (RJ) bekannten Künstlergruppe „O grupo Grimm“.

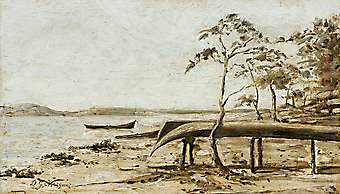
Fundo de Baia 1883

Die Zeit in der Nähe Grimms war auch seine erfolgreichste: Er erhielt 1880 eine Auszeichnung, eine Silbermedaille im Jahre 1881, eine kleine goldene Medaille und eine lobende Erwähnung im Jahr 1882 und die zweite Goldmedaille im Jahr 1884.

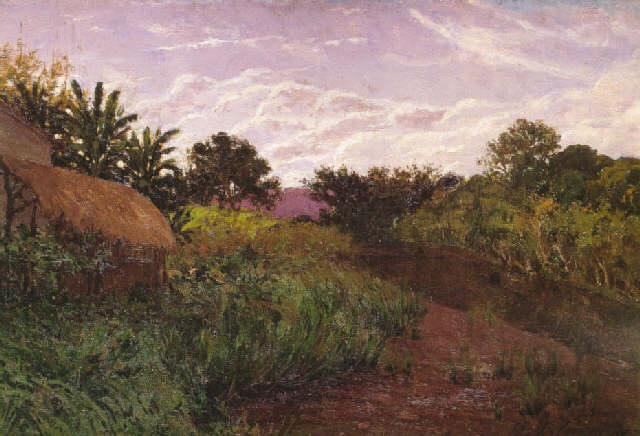
Paisaje de Río de Janeiro

Nach Auflösung der Gruppe Grimm ging García y Vásquez von 1885 bis 1888 nach Frankreich und studierte drei Jahre bei Hector Hanoteau (* 1823; † 1890) und Henri-Joseph Harpignies (* 1819; † 1916).
Im Jahre 1905 bereiste er die Serra da Estrela, in Teresópolis, Rio de Janeiro und schuf Gemälde für die Allgemeine Ausstellung der Schönen Künste 1906.
Nach seinem dreijährigen Aufenthalt in Europa musste García y Vásquez feststellen, dass seine Malerei unerklärlicherweise in Brasilien nicht mehr die gleiche Aufmerksamkeit auf sich zog wie vorher. Der von Natur aus introvertierte Künstler geriet in Armut und wurde von Selbstzweifeln geplagt. Schließlich gab er die Kunst auf und beschäftigte sich mit der Fischerei und langen Spaziergängen am Strand. Am 18. Januar des Jahres 1912 setzte García y Vásquez während der Nachtvorstellung eines Kinos in Rio seinem Leben ein vorzeitiges Ende.